# Anton Urban
Anton Urban (16. ledna 1934 Kysak – 5. března 2021) byl slovenský fotbalový obránce a československý reprezentant. Po skončení hráčské kariéry se stal trenérem.

## Hráčská kariéra
Hrál za bratislavský Slovan (1953–1968). V roce 1968 přestoupil do Wackeru Innsbruck, kde ve 35 letech ukončil pro zranění aktivní činnost.

### Reprezentace
Za Československo nastoupil jako kapitán v roce 1964 na letních olympijských hrách v Tokiu, kde tým získal stříbrné medaile.

### Evropské poháry
V evropských pohárech odehrál 10 utkání v Poháru vítězů pohárů.

### Prvoligová bilance
| Ročník            | Zápasy | Góly | Minuty | Klub                       |
| ----------------- | ------ | ---- | ------ | -------------------------- |
| I. liga 1953      | 4      | 0    | –      | Slovan ÚNV Bratislava      |
| I. liga 1954      | 14     | 1    | –      | Slovan ÚNV Bratislava      |
| I. liga 1956      | 18     | 0    | 1620   | Červená hviezda Bratislava |
| I. liga 1957/1958 | 30     | 1    | 2699   | Slovan ÚNV Bratislava      |
| I. liga 1958/1959 | 25     | 0    | 2224   | Slovan ÚNV Bratislava      |
| I. liga 1959/1960 | 24     | 1    | 2160   | Slovan ÚNV Bratislava      |
| I. liga 1960/1961 | 25     | 0    | 2250   | Slovan CHZJD Bratislava    |
| I. liga 1961/1962 | 26     | 0    | 2340   | Slovan CHZJD Bratislava    |
| I. liga 1962/1963 | 25     | 0    | 2191   | Slovan CHZJD Bratislava    |
| I. liga 196319/64 | 19     | 0    | 1620   | Slovan CHZJD Bratislava    |
| I. liga 1964/1965 | 21     | 1    | 1890   | Slovan CHZJD Bratislava    |
| I. liga 1965/1966 | 25     | 0    | 2250   | Slovan CHZJD Bratislava    |
| I. liga 1966/1967 | 19     | 0    | 1710   | Slovan CHZJD Bratislava    |
| I. liga 1967/1968 | 8      | 0    | 515    | Slovan CHZJD Bratislava    |
| CELKEM I. LIGA    | 283    | 4    | –      |                            |